# Нафтозбірні кораблі типу Bottsand
Нафтозбірні кораблі типу Bottsand (тип 738) — тип кораблів, що призначені для контролю забруднення морської води. Належать до ВМС Німеччини. Це двокорпусні кораблі, що мають носову частину, яка відкривається на 65 градусів. Це створює площу понад 40 м² для збору забрудненої нафтою морської води. Вода закачується в резервуар об'ємом 790 м³, де її очищують та відокремлюють нафту. За годину одне судно може очистити до 140 м³ поверхні океану, забрудненої нафтовою плямою завтовшки 2 мм.
Два кораблі цього класу надійшли на озброєння в 1984 і 1987 роках. Кораблі є допоміжними кораблями ВМФ. Вони використовуються для локалізації розливів нафти з німецьких кораблів у морі. На них працюють цивільні особи.

## Список кораблів
| Номер | Назва    | Порт | Статус   |
| ----- | -------- | ---- | -------- |
| Y1643 | Bottsand | Кіль | активний |
| Y1644 | Eversand | Кіль | активний |